# Stóri-Reyðarbarmur
Stóri-Reyðarbarmur är en bergstopp i republiken Island. Den ligger i regionen Suðurland, 50 km öster om huvudstaden Reykjavík. Toppen på Stóri-Reyðarbarmur är 505 meter över havet, eller 94 meter över den omgivande terrängen. Bredden vid basen är 1,2 km.
Trakten runt Stóri-Reyðarbarmur är nära nog obefolkad, med mindre än två invånare per kvadratkilometer. Närmaste större samhälle är Laugarvatn, nära Stóri-Reyðarbarmur. Trakten runt Stóri-Reyðarbarmur består i huvudsak av gräsmarker.